# 24 Hours to Live
24 Hours to Live (bra: Um Dia para Viver; prt: 24 Horas para Viver) é um filme sul-afro-estadunidense de ficção científica, ação e suspense dirigido por Brian Smrz. Acompanhe a história de um assassino que é trazido de volta à vida por 24 horas em busca de vingança e redenção. O filme estreou no Austin Film Festival em 26 de outubro de 2017, e foi lançado em VOD e em cinemas selecionados em 1 de dezembro de 2017.

## Elenco
- Ethan Hawke como Travis Conrad.
- Xu Qing como Lin.
- Liam Cunningham como Wetzler.
- Rutger Hauer como Frank.
- Paul Anderson como Jim Morrow.
- Tyrone Keogh como Keith.

## Lançamento
A Saban Films lançou o filme em VOD e em cinemas selecionados em 1 de dezembro de 2017.

## Recepção
24 Hours to Live recebeu críticas mistas a negativas da crítica e do público. No site especializado Rotten Tomatoes, o filme tem uma aprovação de 52%, com base em 21 críticas, com uma classificação de 4,92/10 e com um consenso crítico que diz: “Um filme de classe B descontrolado, ocasionalmente elevado pelo seu talento. a lista A, Greta mergulha de cabeça no campo e luta para se manter à tona.” Possui 30% de aprovação do público, com base em 300 votos, com nota de 2,8/5.
O website Metacritic deu ao filme uma pontuação de 37 em 100, com base em 6 análises, indicando “análises geralmente desfavoráveis”. No website FilmAffinity, o filme tem uma classificação de 4,6/10, com base em 655 votos.